# Harri Harmaja
Harri Tapani Harmaja, född 24 februari 1944 i Helsingfors, är en finländsk biolog.
Auktorsnamnet Harmaja kan användas för Harri Harmaja i samband med ett vetenskapligt namn inom botaniken; se Wikipediaartiklar som länkar till auktorsnamnet.